# 1037 Davidweilla
1037 Davidweilla là một tiểu hành tinh vành đai chính. Nó được phát hiện bởi Benjamin Jekhowsky ngày 29 tháng 10 năm 1924. Tên ban đầu của nó là 1924 TF. Nó được đặt theo tên David Weill, người làm việc tại Đại học Sorbonne, Paris, Pháp.